# Peißen (Landsberg)
Peißen ist eine Ortschaft der Stadt Landsberg im Saalekreis in Sachsen-Anhalt. Sie besteht aus den Ortsteilen Peißen, Rabatz, Stichelsdorf und Zöberitz.

## Geografie
Die Ortschaft Peißen grenzt im Südwesten direkt an Halle (Saale) und gliedert sich in die vier Ortsteile Peißen, Rabatz, Stichelsdorf und Zöberitz.

## Geschichte
Die Ortsteile der Ortschaft Peißen wurden erstmals im 12./13. Jahrhundert erwähnt. Das älteste erhaltene Bauwerk im Ort ist der Turm der Peißener Kirche, der vermutlich aus dem 10. Jahrhundert stammt. Bedingt durch die Lage im Grenzgebiet des Einflussbereichs der Magdeburger Bischöfe und des Hauses Wettin diente er als Wehrturm zur Grenzüberwachung.
Das Gut Stichelsdorf gehörte als Exklave bis 1698 zum kursächsischen Amt Petersberg, welches im Zuge der Einführung der Reformation im Jahr 1538/40 aus dem säkularisierten Besitz des Klosters Petersberg gebildet wurde.
Peißen, Rabatz und Zöberitz gehörten hingegen zum Erzstift Magdeburg. Während Peißen und Zöberitz unter adliger Herrschaft standen, wurde Rabatz durch das Amt Giebichenstein verwaltet. Mit der Angliederung des Erzstifts Magdeburg an Preußen gehörten die drei Orte ab 1680 zum brandenburg-preußischen Herzogtum Magdeburg.
Durch den Verkauf des Amts Petersberg an Brandenburg-Preußen im Jahr 1697 wurde auch das Gut Stichelsdorf dem Saalkreis im Herzogtum Magdeburg angegliedert. Mit der 1698 erfolgten Gründung der Franckeschen Stiftungen in Glaucha bei Halle (Saale) durch den Theologen und Pädagogen August Hermann Francke wurde die 100 ha große landwirtschaftlich genutzte Fläche den Stiftungen zur Selbstversorgung ihrer Zöglinge mit Lebensmitteln überlassen.
Mit dem Frieden von Tilsit wurden Peißen, Zöberitz, Rabatz und Stichelsdorf im Jahr 1807 dem Königreich Westphalen angegliedert und dem Distrikt Halle im Departement der Saale zugeordnet. Sie gehörten zum Landkanton Halle. Nach der Niederlage Napoleons und dem Ende des Königreichs Westphalen befreiten die verbündeten Gegner Napoleons Anfang Oktober 1813 den Saalkreis. Bei der politischen Neuordnung nach dem Wiener Kongress 1815 wurden die vier Orte im Jahr 1816 dem Regierungsbezirk Merseburg der preußischen Provinz Sachsen angeschlossen und dem Saalkreis zugeordnet.

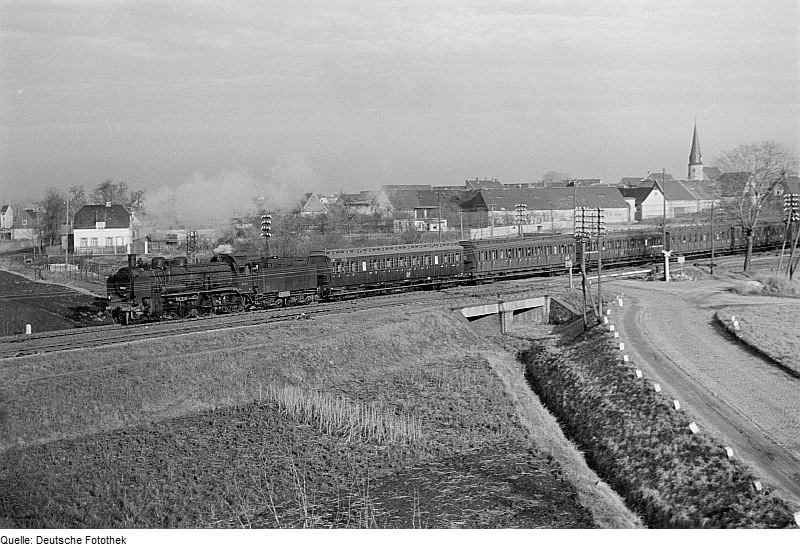
Blick von Südwesten auf Peißen (Landsberg) im Jahr 1951.

Am 31. Dezember 1928 wurde der Gutsbezirk Stichelsdorf in die Gemeinde Peißen eingemeindet. Am 1. April 1938 folgte Rabatz und am 20. Juli 1950 Zöberitz. Mit Wirkung vom 1. September 2010 wurde Peißen der Stadt Landsberg zugeordnet. Es bildet seitdem eine von elf Ortschaften der Stadt Landsberg.

## Kultur und Sehenswürdigkeiten

### Bauten
- Gutshaus von Peißen (von 1856)

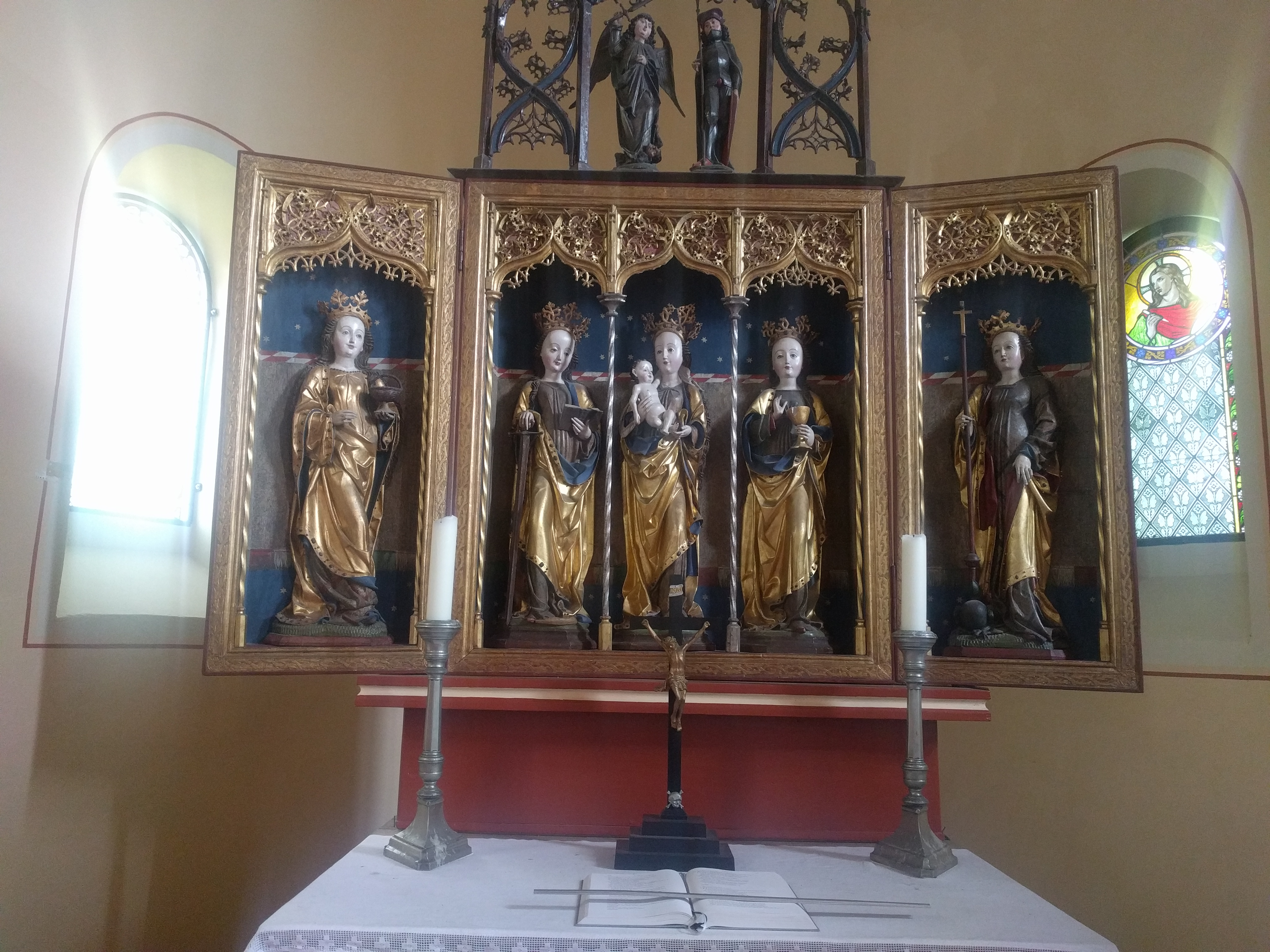
Mittelalterlicher Schnitzaltar in der Kirche von Peißen, 2022

- romanische Dorfkirche St. Trinitatis (ursprünglich St. Wenzel), mit im Saalekreis seltenem rundem Kirchturm[12]

### Regelmäßige Veranstaltungen
Der Peißener Fasching wird im Februar begangen. Alljährlich findet auch das Sportfest des TSG Peißen 1950 e. V. statt. Die Zöberitzer feiern im Januar die Weihnachtsbaumverbrennung bei einem Grog, finden sich zu Ostern am Feuer zusammen und treffen sich dann im Sommer zum Teichfest wieder.

## Wirtschaft und Infrastruktur

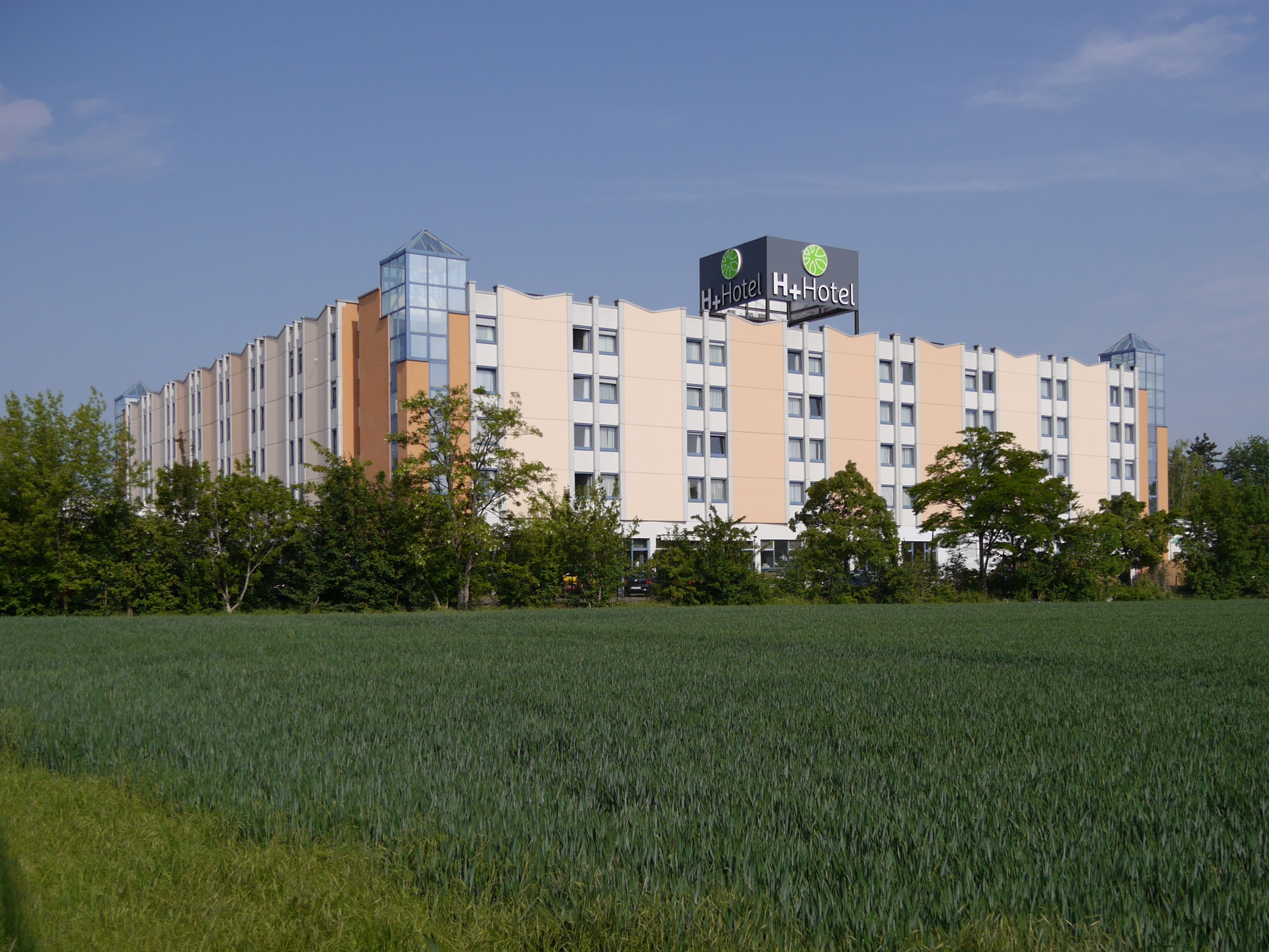
Hotel Leipzig-Halle in Peißen, 2016

### Verkehr
Peißen hat einen Haltepunkt an der zweigleisigen Hauptbahn Halle–Cottbus. Es verkehren Regionalzüge der Relation Halle (Saale) – Delitzsch ob Bf – Eilenburg. Zöberitz hingegen besitzt einen Haltepunkt an der Bahnstrecke Halle–Magdeburg, welcher durch den dort verkehrenden Regionalexpress bedient wird.
Die Ortsteile werden durch die Bundesstraße 100, die Bundesautobahn 14 und die Bahnlinien (Halle (Saale) – Magdeburg, Halle (Saale) – Berlin und Halle (Saale) – Eilenburg) getrennt.
Auf dem Gebiet der Ortschaft liegt die Anschlussstelle 17 (Halle (Saale) - Peißen) der A 14.

### Ansässige Unternehmen
Die Unternehmensstruktur in Peißen ist geprägt durch ein großes Einkaufszentrum (Halle Center). Neben einer Agrargenossenschaft gibt es ebenfalls produzierendes Gewerbe, Handelsunternehmen und unterschiedliche Handwerksbetriebe.

### Medien
Mit zwei Ausgaben pro Monat erscheint das Landsberger Echo (Amtsblatt) mit Informationen aus der Stadt Landsberg und Berichten über Veranstaltungen in der Ortslage bzw. von Vereinen.

### Öffentliche Einrichtungen
Peißen besitzt eine Freiwillige Feuerwehr. Sangesfreunde haben sich im Gemischten Chor zusammengeschlossen. Sportliche Aktivitäten werden von Sportverein TSG Peißen 1950 e. V. gebündelt.
Die Mitglieder des Peißener Chronisten e. V. arbeiten die Geschichte auf. Ein weiterer Verein ist BfP - Bürger für Peißen.
Im Gemeindezentrum Peißen öffnet einmal wöchentlich die Gemeindebibliothek.

### Bildung
In der Ortslage gibt es einen Kindergarten.

## Persönlichkeiten

### Ehrenbürger
Der erste Ehrenbürger von Peißen ist der langjährige Bürgermeister Manfred Schmalz.

### Personen, die mit Peißen verbunden sind
- Jean Löffler, ehemaliger Schlagersänger (Ute & Jean)